# ميشيل غارسيا (ممثلة)
ميشيل غارسيا (بالفرنسية: Michèle Garcia)‏ هي ممثلة فرنسية، ولدت في 1953 في فرنسا.

## وصلات خارجية
- ميشيل غارسيا على موقع IMDb (الإنجليزية)
- ميشيل غارسيا على موقع ألو سيني (الفرنسية)
- ميشيل غارسيا على موقع أول موفي (الإنجليزية)
- ميشيل غارسيا على موقع قاعدة بيانات الفيلم (الإنجليزية)
- ميشيل غارسيا على موقع كينوبويسك (الروسية)